# Lustrochernes similis
Lustrochernes similis är en spindeldjursart som först beskrevs av Luigi Balzan 1892.  Lustrochernes similis ingår i släktet Lustrochernes och familjen blindklokrypare. Inga underarter finns listade i Catalogue of Life.